# 아네가사키역
아네가사키역(일본어: 姉ケ崎駅, あねがさきえき)은 일본 지바현 이치하라시에 있는 철도역이다. 동일본 여객철도 우치보 선이 지나간다.
특급 《사자나미》 호의 일부 열차가 정차한다.

## 역 구조
섬식 2면 4선 구조의 지상역으로, 선상역사를 운영하고 있다. 동일본 여객철도 직영역으로, 고이역이 관리하고 있으며, 오전 6시부터 오후 9시까지 초록 창구를 영업하고 있다. 자동 개찰기에서 스이카 및 제휴 교통카드의 사용이 가능하다.

### 승강장
| 1 | ■ 우치보 선 (하행) | 기사라즈 · 기미쓰 · 다테야마 · 아와카모가와 방면 |              |
| 2 | ■ 우치보 선 (하행) | 기사라즈 · 기미쓰 · 다테야마 · 아와카모가와 방면 | 대피 열차용. |
| 2 | ■ 우치보 선 (상행) | 고이 · 소가 · 지바 방면                          | 시발 열차용. |
| 3 | ■ 우치보 선 (상행) | 고이 · 소가 · 지바 · 도쿄 방면                   |              |
| 4 | ■ 우치보 선 (상행) | 고이 · 소가 · 지바 방면                          | 대피 열차용. |

## 역세권 정보
- 아네가사키 우체국
- 도쿄 전력 아네가사키 화력 발전소

## 역사
- 1912년 3월 28일 - 일본국유철도의 역으로 개업하였다.
- 1987년 4월 1일 - 민영화에 따라 동일본 여객철도의 소속이 되었다.
- 2001년 11월 18일 - 스이카의 사용이 가능해졌다.

## 인접역
| 동일본 여객철도 우치보 선 | 동일본 여객철도 우치보 선       | 동일본 여객철도 우치보 선  |
| ------------------------- | ------------------------------- | -------------------------- |
| 고이 도쿄 방면            | ■ 소부 쾌속                     | 나가우라 기미쓰 방면       |
| 고이 도쿄 방면            | ■ 게이요 통근쾌속·쾌속·각역정차 | 나가우라 기미쓰 방면       |
| 고이 소가 방면            | ■ 우치보 선 보통                | 나가우라 아와카모가와 방면 |